# Limatula sulcata
Limatula sulcata är en musselart som först beskrevs av Brown 1827.  Limatula sulcata ingår i släktet Limatula och familjen filmusslor. Inga underarter finns listade i Catalogue of Life.